# 房守士
房守士（1537年—1605年），字升甫，號培我，山東濟南府齊河縣人，軍籍，明朝政治人物，官至大同巡撫。

## 生平
萬曆元年（1573年）癸酉科順天府鄉試第六名舉人，萬曆五年（1577年）丁丑科進士。授户部陕西司主事，升郎中，出为郧阳府知府。十七年正月升陕西按察司副使，二十年五月升山西右参政，兵备易州道，晋本省按察使，二十二年十一月升本省右布政使，二十四年正月轉河南左布政，二十六年五月官至都察院右副都御史、巡撫大同赞理军务，三十年春养病回籍。晚年以病告归，于县城西南筑千楸园。年六十九卒于家。贈右都御史。

## 家族
曾祖房迪；祖父房璿；父房巍。母王氏。永感下。兄守儒。弟守约、應宿。